# Humboldtia vahliana
Humboldtia vahliana är en ärtväxtart som beskrevs av Robert Wight. Humboldtia vahliana ingår i släktet Humboldtia och familjen ärtväxter. Inga underarter finns listade i Catalogue of Life.